# Sklárna Lötz
Sklárna Lötz (v zahraniční literatuře i jako Loetz) je zaniklá česká sklárna. Sklárna měla mnoho různých podob, podnikala na různých místech a pod různými názvy. Její výrobky jako především irizované sklo jsou světově známé a součástí mnoha uměleckých sbírek.

## Historie
Její historie sahá až do roku 1798, kdy Johann Lötz založil na okraji Kašperských Hor brusírnu skla. V roce 1823 si pronajal od města sklárnu Zlatá Studna. Sklárna dále podnikala postupně v Anníně a Debrníku u Železné Rudy, to bylo již po smrti Johanna Lötze, kdy se podniku ujala jeho žena Susanna Lötzová. Firmě změnila název na Johann Loetz Witwe (Johann Lötz vdova). Se svou sklárnou se účastnila i první Světové výstavy v Londýně 1851. Později rozšířila i se svým nový manželem, kterým byl Franz Xaver Gerstner, své podnikání o sklárnu v Klášterském Mlýně u Rejštejna.
Po převodu firmy na svého vnuka Maxmiliana von Spauna v roce 1879 sklárna zažila nejúspěšnější období. Hned rok po převodu byl jako její ředitel najmut Eduard Procházka a firma se přeorientovala z domácího užitného skla na luxusní zdobené sklářské výrobky inspirované tehdejší tvorbou společnosti Tiffany. Sklárna spolupracovala s předními vídeňskými výtvarníky (Josef Hoffmann, Michael Powolny) a účastnila se mnoha výstav. Byla jedním z předních výrobců skla ve stylu Art Nouveau. Úspěšně se účastnila světové výstavy v Paříži v roce 1900, kde prezentovala své výrobky z irizovaného skla. 
Po Maxmilianovi převzal firmu jeho syn a následně se roku 1911 dostala do konkurzu. Firma se z konkurzu později dostala a vyvážela své produkty i do USA, ale další finanční potíže kvůli finanční krizi a požáru firmy vedly v roce 1939 k jejímu zániku. Sklárna jako taková přežívala ještě do roku 1947 pod různými jinými názvy.
Výrobky sklárny jsou vystavené ve sbírkách v Pavilonu skla v Klatovech (PASK), v Muzeu Šumavy v Kašperských Horách a Muzeu Hranice.

## Irizované sklo
Firma Lötz se proslavila výrobou irizovaného skla, tj. skla irizovaného horkými kovovými párami. Tato úprava způsobuje na povrchu výrobků jev zvaný iridescence, který je zřetelný jako výrazné duhové metalické zabarvení jehož odstíny a barvy se mění podle úhlu pohledu a nasvícení. Mnoho dekorů a jejich jmen si nechala firma Lötz patentovat. Spolupracovala na nich s četnými významnými designéry té doby jako byli Josef Hoffmann, Koloman Moser, Adolf Beckert, Otto Prutscher a Michael Powolny. Výrobky Lötz sice často nenesou signatury, ale podle výzkumu jejich povrchu byly vyráběny za použití alkoholového roztoku chloridu cínatého nanášeného na horký povrch skla.

## Galerie

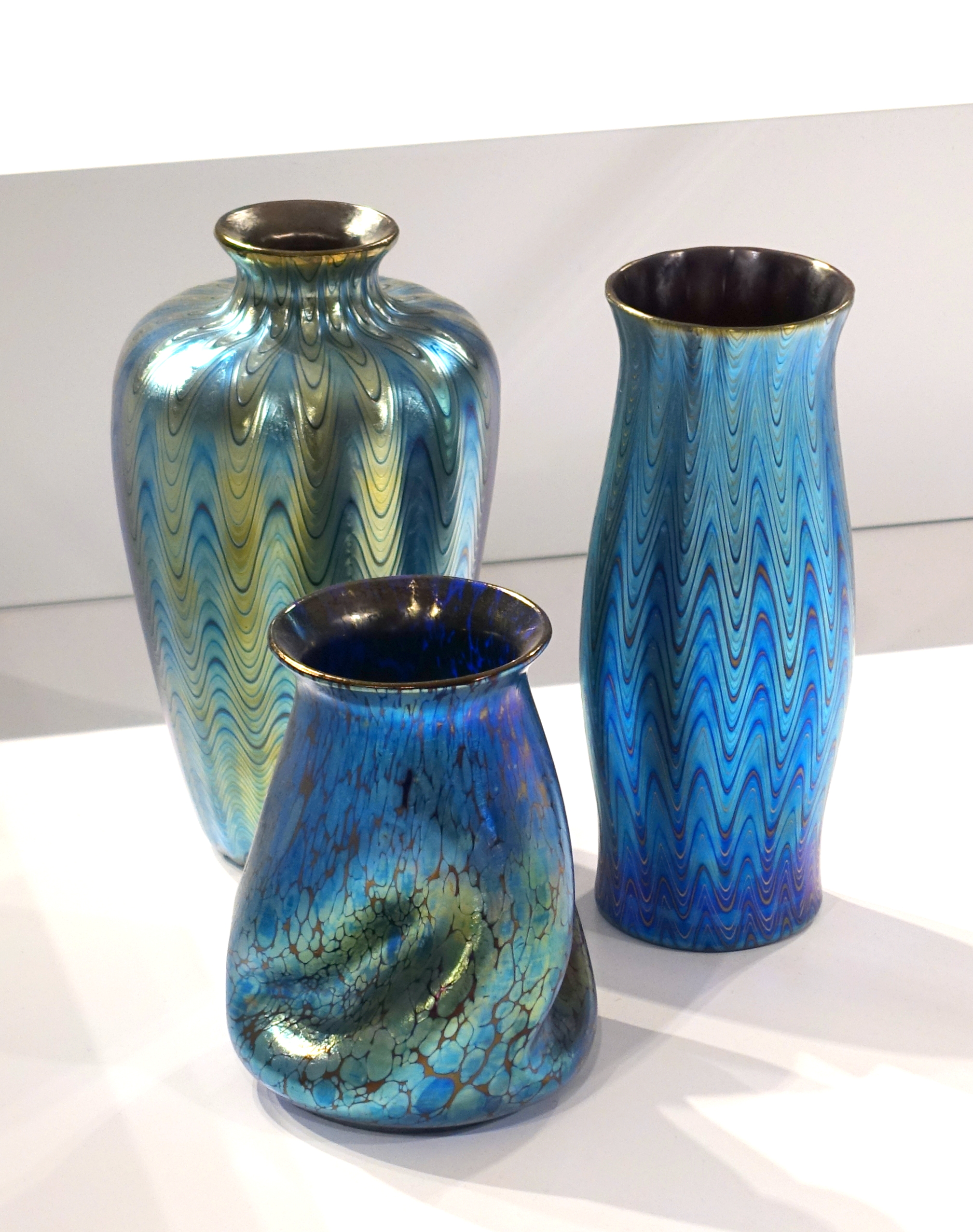
Vázy Lötz kolem roku 1900, Bröhan Museum v Berlíně
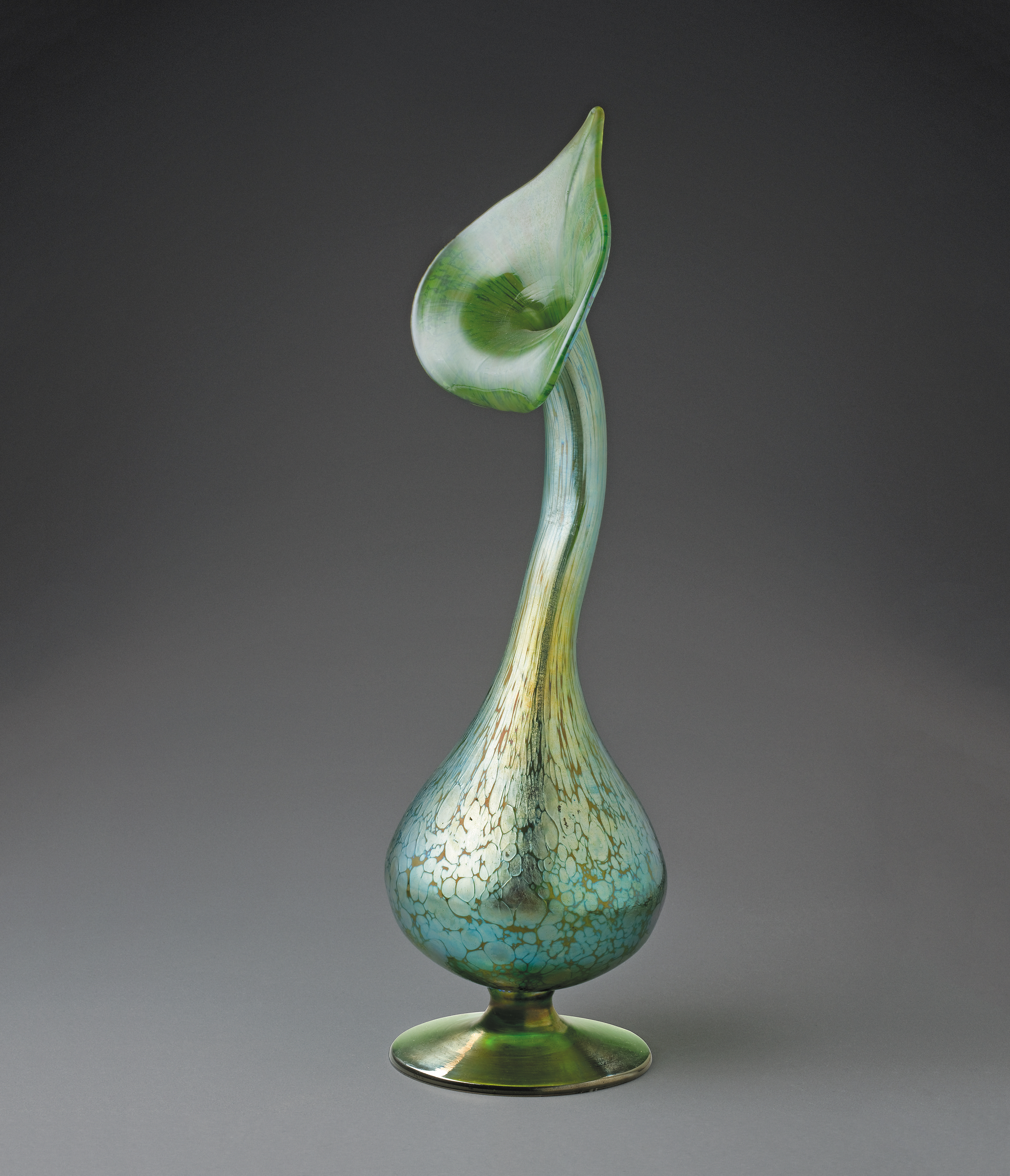
Sklárna Johann Lötz Witwe, Klášterský Mlýn (Klostermühle), Váza ve tvaru rostliny, kolem r. 1898, Uměleckoprůmyslové muzeum v Praze
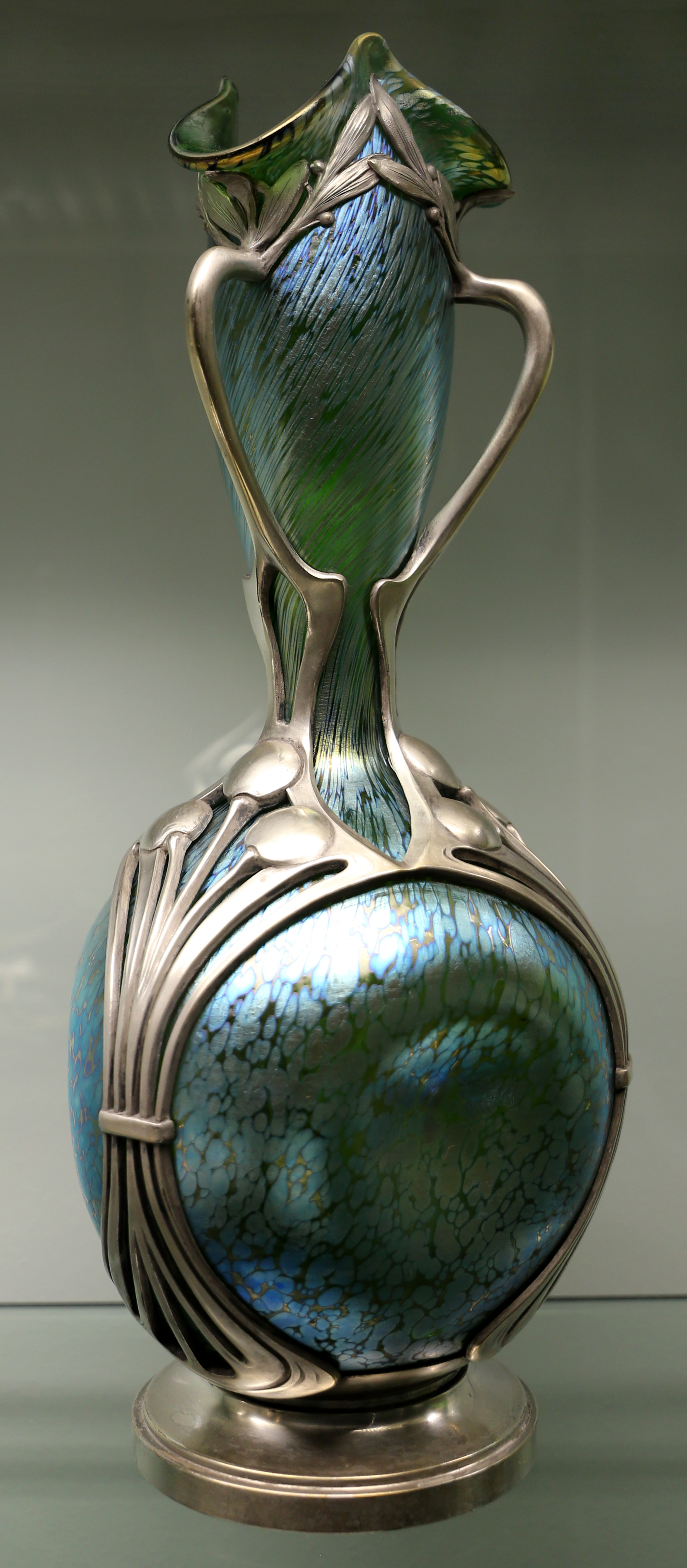
Váza Lötz kolem roku 1900, Kunstgewerbemuseum v Berlíně
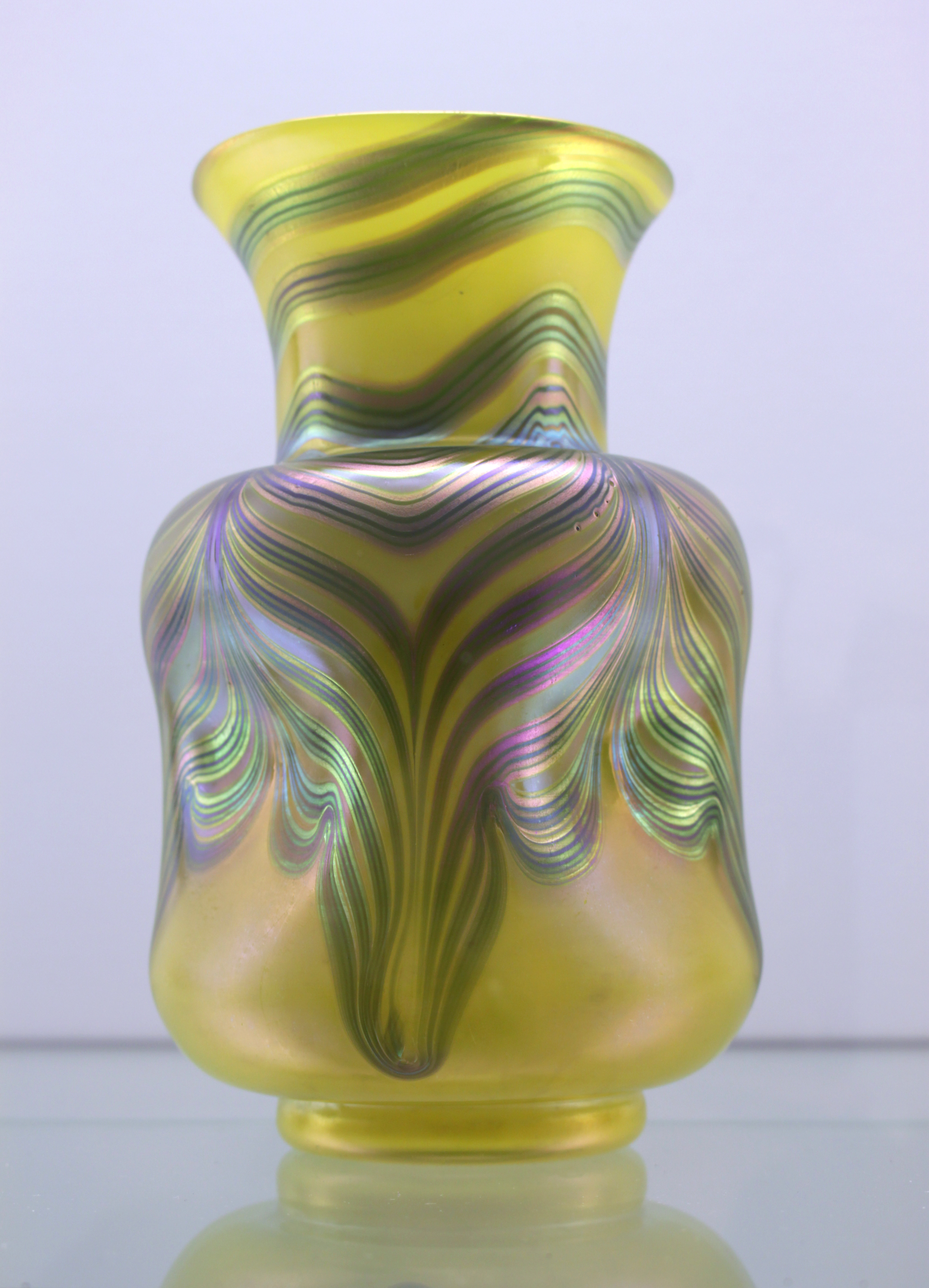
Váza Lötz kolem roku 1900, Bröhan Museum v Berlíně
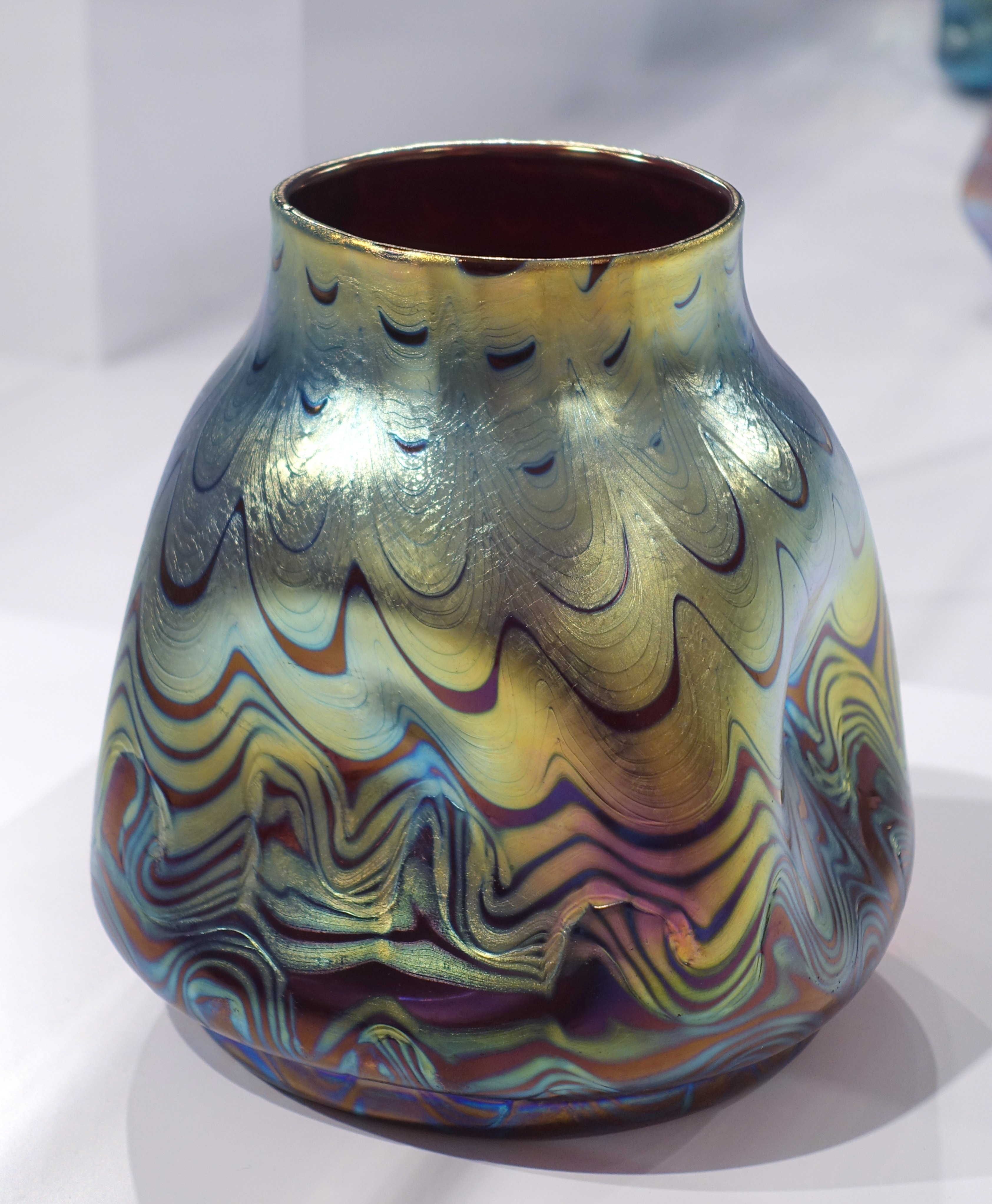
Váza Lötz kolem roku 1900, Bröhan Museum v Berlíně
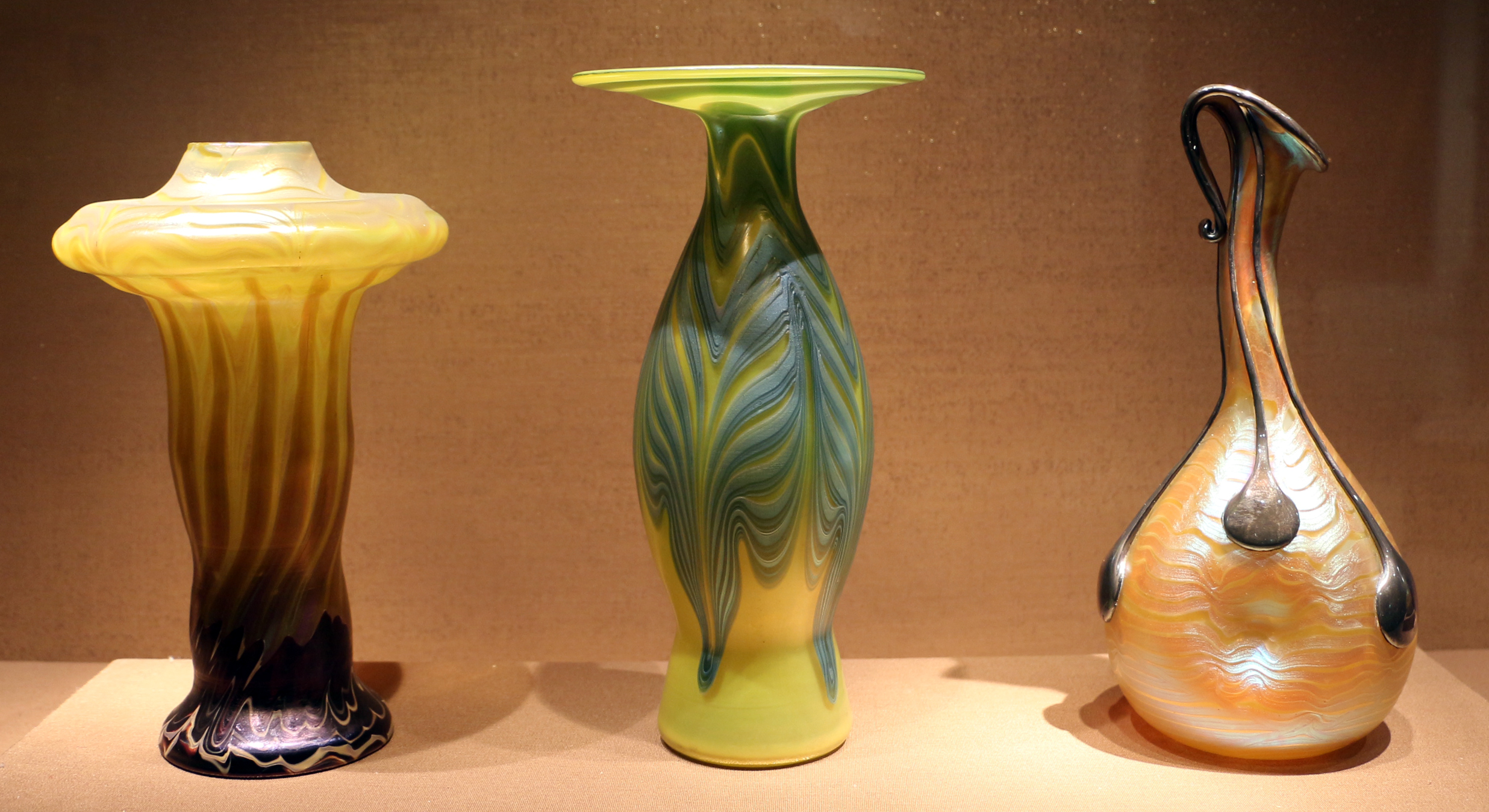
Vázy Lötz kolem roku 1900-1909, Fin-de-Siècle Museum v Bruselu
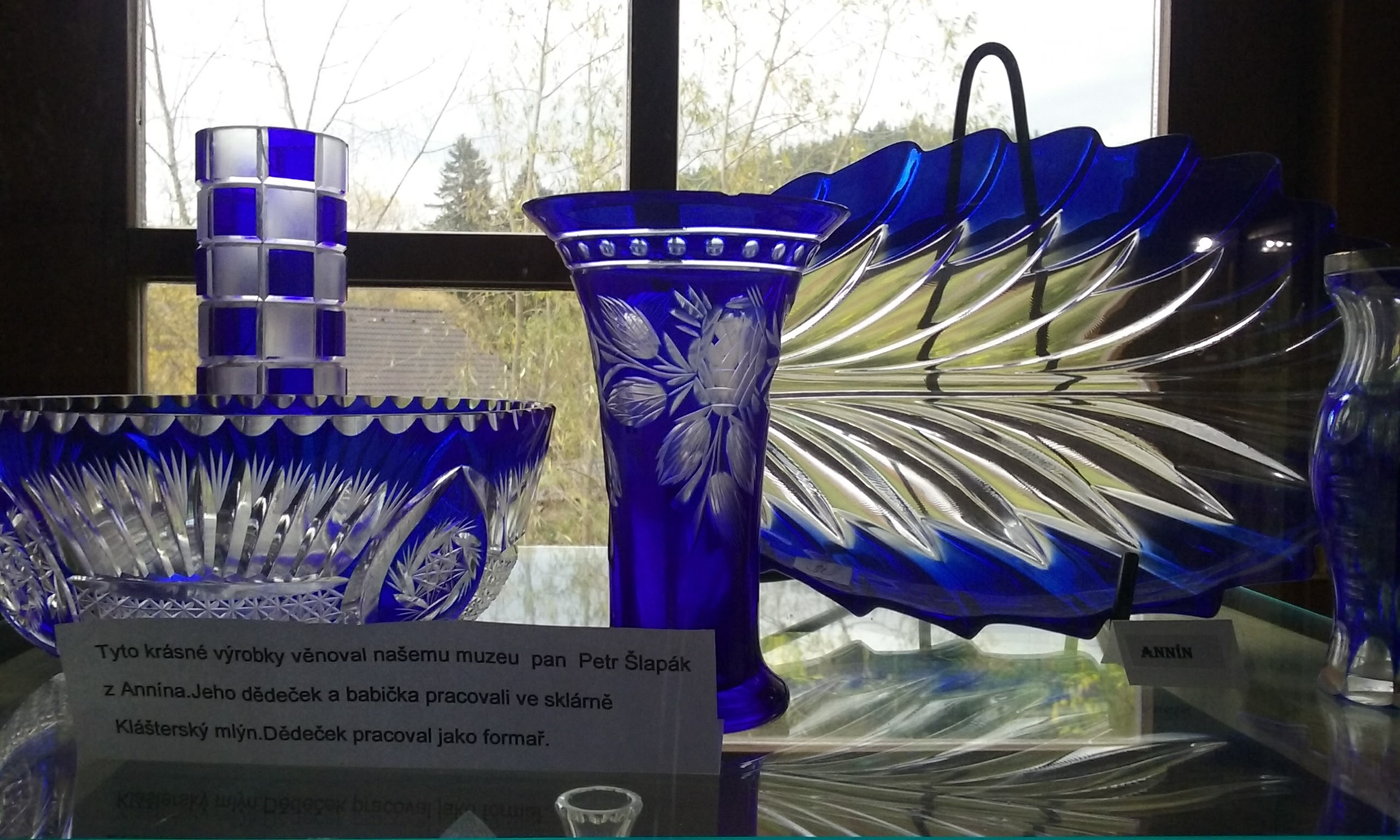
Broušený kříšťál z Annína
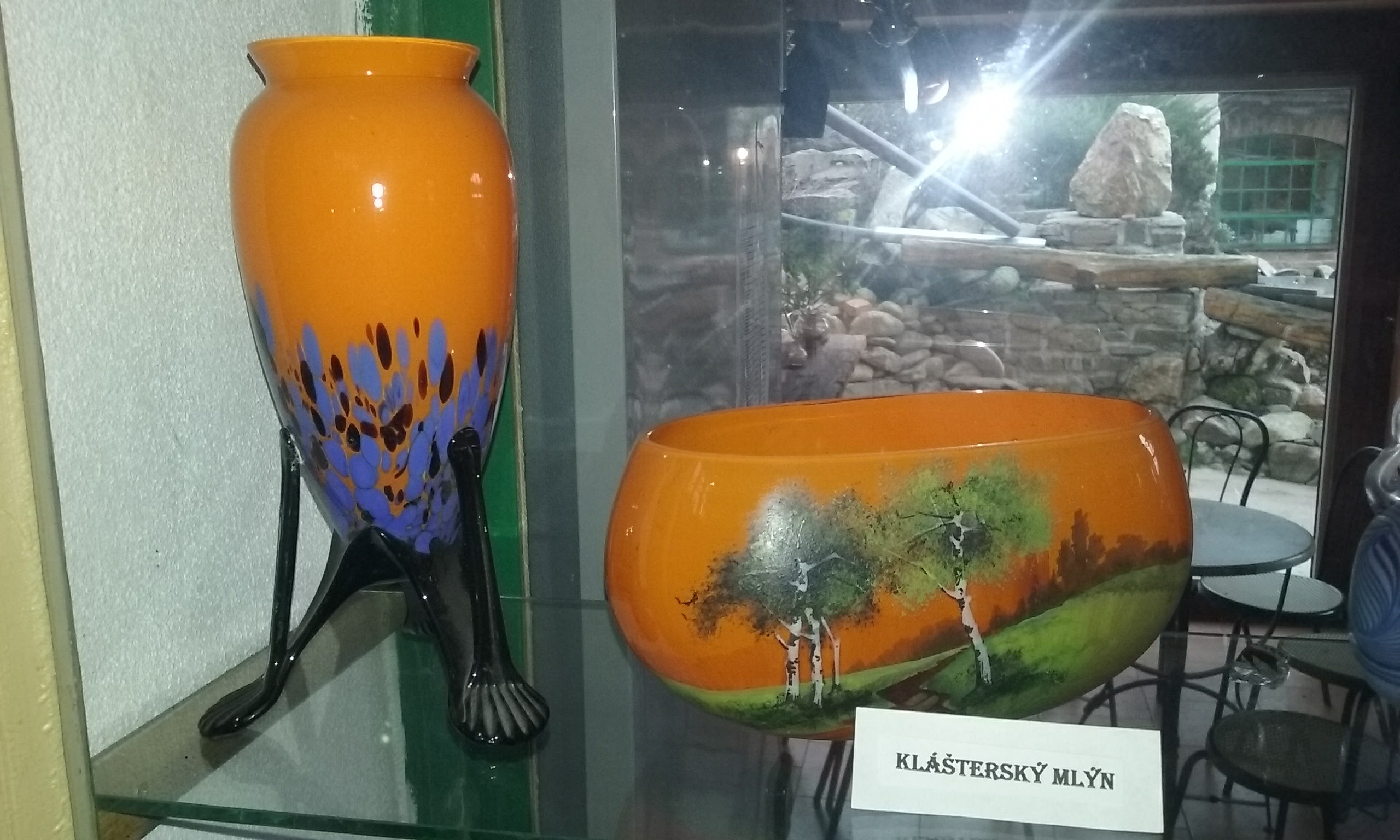
Dekorační barevné sklo z Kláštereckého Mlýna, Brusírna Rajec